# Miroslava Knapková
Miroslava "Mirka" Topinková Knapková (Brno, 19 de setembro de 1980) é uma remadora tcheca, campeã olímpica no skiff simples.

## Carreira
Knapková competiu nos Jogos Olímpicos de 2004, 2008, 2012 e 2016, onde teve como melhor resultado a medalha de ouro no skiff simples em Londres.